# Knut Haugland
Knut Magne Haugland (Rjukan, 23 settembre 1917 – Oslo, 25 dicembre 2009) è stato un esploratore e partigiano norvegese che nel 1947 accompagnò Thor Heyerdahl nella sua famosa spedizione del Kon-Tiki.

## Gioventù e seconda guerra mondiale
Haugland, nato nel 1917 a Rjukan, Telemark, Norvegia, ottenne l'examen artium nel 1937 qualificandosi per gli studi universitari. Nel 1938 si iscrisse agli studi radio militari arruolandosi nell'esercito norvegese. Nel febbraio 1940 si trovava a Setermoen e combatté le battaglie nei pressi di Narvik nel corso della Campagna di Norvegia contro la Germania. Dopo la sconfitta subita da norvegesi per mano dei tedeschi e la conseguente occupazione nazista, Haugland si trasferì a lavorare presso la Høvding Radiofabrikk di Oslo mentre veniva segretamente coinvolto nella resistenza norvegese. Dopo aver evitato l'arresto numerose volte, nell'agosto 1941 fu arrestato dallo Statspolitiet, ma riuscì a fuggire nel Regno Unito attraverso la Svezia. Qui si arruolò nella Kompani Linge.

### Sabotaggio dell'acqua pesante
Haugland e altri nove partigiani norvegesi organizzarono e portarono a termine il famoso raid alla centrale della Norsk Hydro a Vemork Si sapeva che la centrale produceva acqua pesante e, nonostante lo scienziato ed organizzatore del raid Leif Tronstad non fosse a conoscenza del legame tra acqua pesante e armi nucleari all'inizio della guerra, divenne poi chiaro che la Germania avrebbe potuto utilizzare l'acqua pesante per un programma di energia nucleare. Haugland fu paracadutato su Hardangervidda il 18 ottobre 1942 assieme a Arne Kjelstrup, Jens-Anton Poulsson e Claus Helberg. Il nome in codice era Operazione Grouse, e la loro prima missione fu l'attesa dell'operazione britannica Freshman. Freshman si rivelò un disastroso fallimento, ma a Grouse fu ordinato di attendere una nuova squadra, l'Operazione Gunnerside. La centrale di Vemork fu sabotata con successo nel febbraio 1943. Il sabotaggio fu raccontato nel film del 1963 diretto da Anthony Mann ed intitolato Gli eroi di Telemark. Nel 2003 girò un documentario per la BBC con Ray Mears, The Real Heroes of Telemark.

### Resto della guerra
Haugland ed altri rimasero a Hardangervidda per due mesi con Einar Skinnarland, e ne approfittarono per addestrarlo. Haugland si recò poi ad Oslo per addestrare i telegrafisti della marina. Dopo un viaggio nel Regno Unito per ottenere rifornimenti di radio, tornò in Norvegia a novembre, venendo paracadutato a Skrimfjella con Gunnar Sønsteby. Haugland fu arrestato la seconda volta dalla Gestapo a Kongsberg, ma fuggì di nuovo. Il 1º aprile 1944 evitò per poco un'altra cattura da parte della Gestapo quando uno dei suoi trasmettitori, nascosto nell'ospedale di ostetricia di Oslo, fu trovato grazie ad un radiogoniometro. Haugland fuggì nuovamente nel Regno Unito e non fece più ritorno.
Ricevette la più alta decorazione militare norvegese, la Croce di guerra con spada. La ricevette due volte, nel 1943 e nel 1944: la Croce di guerra con due spade. Inoltre ricevette il Distinguished Service Order e la Military Medal dall'Inghilterra. Ricevette anche la Croix de guerre francese con Palma oltre alla Legion d'onore ed all'Ordine reale norvegese di Sant'Olav.
Gli Stati Uniti d'America lo decorarono con la Medal of Freedom con palma di bronzo.

## Vita postbellica
Dopo la guerra Haugland continuò la carriera militare per molti anni, tranne nel 1947 quando prese parte alla spedizione del Kon-Tiki. Nel 1951 sposò la bibliotecaria Ingeborg Prestholdt. Partecipò alla Brigata indipendente norvegese in Germania dal 1948 al 1949, proseguendo poi nel Forsvarsstaben fino al 1952 quando fu trasferito al Kongelige Norske Luftforsvaret. Guidò il servizio di intelligence elettronico in Nord-Norge, incarico importante durante la guerra fredda. Divenne maggiore nel 1954 e tenente colonnello nel 1977.
Abbandonò l'aeronautica nel 1963 per diventare direttore del Museo norvegese della resistenza. Diede le dimissioni nel 1983. Fu anche direttore del Kon-Tiki Museet dalla sua fondazione nel 1947 fino al 1990. Terminò la carriera come presidente del consiglio del Kon-Tiki Museet nel 1991. Haugland fu anche portavoce di John Skinner Wilson alla 12ª conferenza mondiale degli scout del 1949 a Elvesæter. Cinque dei sei uomini della spedizione del Kon-Tiki erano scout.

### Spedizione del Kon-Tiki
Haugland incontrò la prima volta Thor Heyerdahl nel 1944 ad un campo di addestramento paramilitare in Inghilterra. Fu qui che Haugland scoprì le teorie di Heyerdahl circa il pattern migratorio polinesiano ed il suo progetto di attraversare il Pacifico a bordo di una zattera in legno di balsa. Nel 1947 Haugland fu invitato da Heyerdahl ad unirsi alla spedizione del Kon-Tiki come operatore radio. Durante la spedizione Haugland e Torstein Raaby (altro membro dell'ex resistenza) furono in continuo contatto radio con radioamatori statunitensi, inviando loro dati meteorologici ed idrografici da passare al Meteorological Institute di Washington. Nonostante la piccola radio con una potenza di trasmissione di soli 6 watt, la stessa potenza di una piccola torcia a pile, riuscirono a contattare gli operatori radio in Norvegia, inviando loro anche un telegramma per congratularsi con re Haakon VII di Norvegia per il suo 75º compleanno. Haugland interpretò sé stesso nel film documentario del 1950 Kon-Tiki.
Numerose decorazioni straniere sono relative al legame tra Haugland e la spedizione del Kon-Tiki e ad una visita di stato nel dopoguerra. Fu nominato Cavaliere di I classe dell'Ordine di Vasa, Cavaliere di I classe dell'Ordine del Dannebrog e Cavaliere dell'Ordine del Falcone. Ricevette la croce di I classe dell'Ordine al merito di Germania, fu nominato Commendatore dell'Ordine di Leopoldo e Compagno dell'Ordine della Corona di Thailandia. Fu ufficiale dell'Ordine del Leone e del sole, ricevette l'Ordine al merito della Repubblica austriaca (1978) e l'Ordine al merito del Perù. Nel 1988 Haugland divenne Cavaliere di I classe dell'Ordine reale norvegese di Sant'Olav per il suo lavoro a capo di un museo. Ricevette anche la Medaglia della Difesa con tre stelle. Haugland morì il 25 dicembre 2009, ultimo membro vivente della spedizione del Kon-Tiki.